# Fawzia Fuad do Egito
Fawzia bint Fuade (em árabe: فوزية بنت الملك فؤاد, em persa: فوزیه فؤاد) (Alexandria, 5 de novembro de 1921 — Alexandria, 2 de julho de 2013), foi uma princesa do Egito, da deposta Dinastia de Maomé Ali. Foi princesa (1939–1941) e imperatriz consorte do Irã (1941–1948), como primeira esposa do príncipe e, posteriormente, Xá do Irã, Mohammad Reza Pahlavi.

## Biografia

### Primeiros anos
Sua Alteza Sultanica, a Princesa Fawzia bint Fuade, nasceu no Palácio de Ras Al-Teen, em Alexandria. Era a filha mais velha do sultão Fuade I do Egito e do Sudão (mais tarde, rei Fuade I), e de sua segunda esposa, Nazli Sabri. Um de seus antepassados foi Suleiman Paşa, um oficial do exército francês que serviu sob as ordens de Napoleão e supervisionou a reestruturação do exército egípcio. Além de suas irmãs, Faiza, Faika e Fathiya, e de seu irmão, Faruk, tinha dois meio-irmãos do casamento anterior de seu pai com a princesa Shivakiar Khanum Effendi, Fuade Ismail e Fawkia.

### Primeiro casamento e divórcio

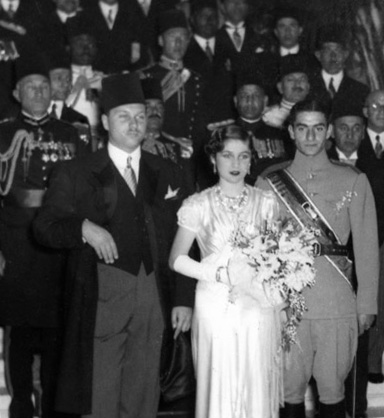
Cerimônia de casamento da Princesa Fawzia do Egito e Sudão com o Príncipe Herdeiro da Pérsia, em 1939, no Palácio Abdine, Cairo. Da direita para a esquerda: Maomé Reza Pálavi, futuro Xá da Pérsia, Fawzia e o Rei Faruk do Egito, irmão da noiva.

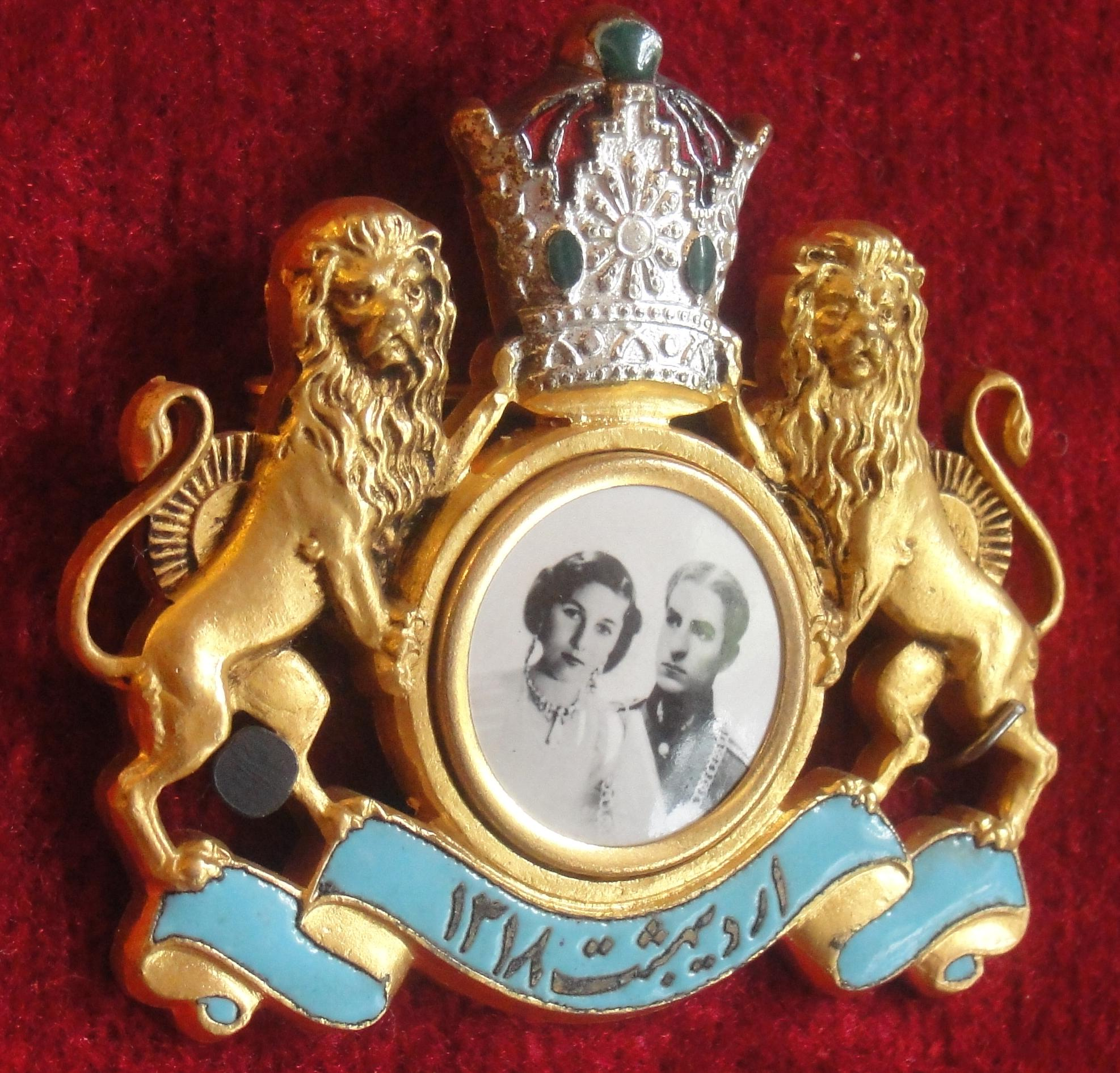
Medalhão comemorativo do casamento de Mohammad Reza Shah Pahlavi com a Princesa Fawzia do Egito, em março de 1939. A peça encontra-se atualmente exposta no Palácio Sahebgharanie, no Complexo Palaciano de Niavaran.

Fawzia do Egito e Sudão casou-se com Maomé Reza Pálavi, o príncipe herdeiro da Pérsia, em 16 de março de 1939, no Palácio de Abdeen, em Cairo. Após sua lua de mel, as cerimônias de casamento foram repetidas em Teerã. Dois anos depois, o príncipe Mohammad sucedeu seu pai como Xá da Pérsia. Logo após a ascensão de seu marido ao trono, a rainha Fawzia foi capa da edição de 21 de setembro de 1942 da revista Life, fotografada por Cecil Beaton, que a descreveu como uma "Vênus Asiática", com "um rosto perfeito em forma de coração e estranhamente pálido, mas penetrantes olhos azuis."
O casamento não foi bem sucedido. Após o nascimento da única filha do casal, a princesa Shahnaz Pahlavi, a rainha  obteve um divórcio egípcio, retornando ao Cairo em 1945. A anulação não foi reconhecida na Pérsia mas, em 17 de novembro de 1948, o divórcio oficial foi concedido e Fawzia recuperou sua distinção de Princesa do Egito e Sudão. Uma das principais condições para a concessão do divórcio foi a permanência da princesa Shahnaz na Pérsia. Curiosamente, o rei Faruk, irmão de Fawzia, divorciou-se de sua primeira esposa, a rainha Farida, na mesma semana.
No anúncio oficial do divórcio, foi afirmado que "o clima persa colocava em risco a saúde da Imperatriz [sic] Fawzia e,  portanto, foi concedido o divórcio à irmã do Rei do Egito." Em outro comunicado oficial, o Xá disse que a dissolução do casamento "não poderia afetar, por qualquer meio, as relações de amizade existentes entre o Egito e a Pérsia".

### Segundo casamento
Fawzia casou-se em segundas núpcias no Cairo, em 28 de março de 1949, com o coronel Ismail Hussain Shirin Bey, seu primo distante e ministro egípcio da Guerra e da Marinha. O casal teve dois filhos:
- Nadia (1950-2009)
- Hussain (1955)

### Notícias falsas
A notícia da morte da princesa Fawzia foi erroneamente veiculada pela imprensa em janeiro de 2005. Na verdade os jornalistas a confundiram com sua sobrinha, a princesa Fawzia Faruk (1940-2005), uma das três filhas do rei Faruk.

### Morte
Fawzia Fuade morreu em 2 de julho de 2013, na cidade de Alexandria, aos 91 anos de idade. O anúncio da morte foi feita por seu sobrinho, o ex-rei Fuade II, através de uma nota ao povo egípcio: "A família real do Egito anuncia à nação o falecimento, nesta manhã, de Sua Alteza Real a Princesa Fawzia Fuade, filha de Sua Majestade o Rei Fuade I, irmã de Sua Majestade o Rei Faruk I, tia de Sua Majestade o Rei Fuade II e ex-Imperatriz do Irã (...) Os funerais de Sua Alteza a Princesa Fawzia acontecerão na quarta-feira, após as orações do meio-dia."

### Títulos e distinções
- Sua Alteza Sultânica, a Princesa Fawzia do Egito e Sudão
- Sua Alteza Real, a Princesa Fawzia do Egito e Sudão
- Sua Alteza Imperial e Real, a Princesa Herdeira Consorte da Pérsia
- Sua Majestade Imperial, a Rainha Fawzia da Pérsia
- Sua Alteza Imperial e Real, a Princesa Fawzia da Pérsia e Egito
- Sua Alteza Real, a Princesa Fawzia do Egito e Sudão
- Sua Alteza Real, a Princesa Fawzia do Egito e Sudão, Sra. Shirin
- Sua Alteza Real, a Princesa Fawzia do Egito e Sudão, viúva a Sra. Shirin

### Ancestrais
Fawzia também tinha ascendência albanesa, circassiana e francesa. A Casa de Maomé Ali, da qual ela fazia parte, era de origem albanesa.
Ascendentes da princesa Fawzia Fuade do Egitoː
|  |                                                   |  |  |  |  |  |  |  |  |  |  |  |  |  |  |  |
|  | 16. Maomé Ali Paxá, uáli do Egito                 |  |  |  |  |  |  |  |  |  |  |  |  |  |  |  |
|  |                                                   |  |  |  |  |  |  |  |  |  |  |  |  |  |  |  |
|  |                                                   |  |  |  |  |  |  |  |  |  |  |  |  |  |  |  |
|  | 8. Ibraim Paxá, uáli do Egito                     |  |  |  |  |  |  |  |  |  |  |  |  |  |  |  |
|  |                                                   |  |  |  |  |  |  |  |  |  |  |  |  |  |  |  |
|  |                                                   |  |  |  |  |  |  |  |  |  |  |  |  |  |  |  |
|  | 17. Amine                                         |  |  |  |  |  |  |  |  |  |  |  |  |  |  |  |
|  |                                                   |  |  |  |  |  |  |  |  |  |  |  |  |  |  |  |
|  |                                                   |  |  |  |  |  |  |  |  |  |  |  |  |  |  |  |
|  | 4. Ismail Paxá, Quediva do Egito                  |  |  |  |  |  |  |  |  |  |  |  |  |  |  |  |
|  |                                                   |  |  |  |  |  |  |  |  |  |  |  |  |  |  |  |
|  |                                                   |  |  |  |  |  |  |  |  |  |  |  |  |  |  |  |
|  | 9. Hoshyar                                        |  |  |  |  |  |  |  |  |  |  |  |  |  |  |  |
|  |                                                   |  |  |  |  |  |  |  |  |  |  |  |  |  |  |  |
|  |                                                   |  |  |  |  |  |  |  |  |  |  |  |  |  |  |  |
|  | 2. Fuade I, Rei do Egito                          |  |  |  |  |  |  |  |  |  |  |  |  |  |  |  |
|  |                                                   |  |  |  |  |  |  |  |  |  |  |  |  |  |  |  |
|  |                                                   |  |  |  |  |  |  |  |  |  |  |  |  |  |  |  |
|  | 5. Ferial Hanem                                   |  |  |  |  |  |  |  |  |  |  |  |  |  |  |  |
|  |                                                   |  |  |  |  |  |  |  |  |  |  |  |  |  |  |  |
|  |                                                   |  |  |  |  |  |  |  |  |  |  |  |  |  |  |  |
|  | 1. Princesa Fawzia do Egito                       |  |  |  |  |  |  |  |  |  |  |  |  |  |  |  |
|  |                                                   |  |  |  |  |  |  |  |  |  |  |  |  |  |  |  |
|  |                                                   |  |  |  |  |  |  |  |  |  |  |  |  |  |  |  |
|  | 6. Abdel Rahim Sabri Paşa                         |  |  |  |  |  |  |  |  |  |  |  |  |  |  |  |
|  |                                                   |  |  |  |  |  |  |  |  |  |  |  |  |  |  |  |
|  |                                                   |  |  |  |  |  |  |  |  |  |  |  |  |  |  |  |
|  | 3. Nazli Sabri                                    |  |  |  |  |  |  |  |  |  |  |  |  |  |  |  |
|  |                                                   |  |  |  |  |  |  |  |  |  |  |  |  |  |  |  |
|  |                                                   |  |  |  |  |  |  |  |  |  |  |  |  |  |  |  |
|  | 28. Muhammad Said, Qadi de Meca                   |  |  |  |  |  |  |  |  |  |  |  |  |  |  |  |
|  |                                                   |  |  |  |  |  |  |  |  |  |  |  |  |  |  |  |
|  |                                                   |  |  |  |  |  |  |  |  |  |  |  |  |  |  |  |
|  | 14. Maomé Xarife Paxá, Primeiro-Ministro do Egito |  |  |  |  |  |  |  |  |  |  |  |  |  |  |  |
|  |                                                   |  |  |  |  |  |  |  |  |  |  |  |  |  |  |  |
|  |                                                   |  |  |  |  |  |  |  |  |  |  |  |  |  |  |  |
|  | 7. Tewfika Hanim                                  |  |  |  |  |  |  |  |  |  |  |  |  |  |  |  |
|  |                                                   |  |  |  |  |  |  |  |  |  |  |  |  |  |  |  |
|  |                                                   |  |  |  |  |  |  |  |  |  |  |  |  |  |  |  |
|  | 30. Joseph Anthelme Sève (Suleiman Paşa)          |  |  |  |  |  |  |  |  |  |  |  |  |  |  |  |
|  |                                                   |  |  |  |  |  |  |  |  |  |  |  |  |  |  |  |
|  |                                                   |  |  |  |  |  |  |  |  |  |  |  |  |  |  |  |
|  | 15. Nazli Hanim                                   |  |  |  |  |  |  |  |  |  |  |  |  |  |  |  |
|  |                                                   |  |  |  |  |  |  |  |  |  |  |  |  |  |  |  |
|  |                                                   |  |  |  |  |  |  |  |  |  |  |  |  |  |  |  |
|  | 31. Mariam Hanim                                  |  |  |  |  |  |  |  |  |  |  |  |  |  |  |  |
|  |                                                   |  |  |  |  |  |  |  |  |  |  |  |  |  |  |  |
|  |                                                   |  |  |  |  |  |  |  |  |  |  |  |  |  |  |  |

## Nota
- Este artigo foi inicialmente traduzido, total ou parcialmente, do artigo da Wikipédia em inglês cujo título é «Fawzia Fuade of Egypt», especificamente desta versão.